# Bahnstrecke Kirkenes–Bjørnevatn
| Übersichtskarte |                      |                                                   |                                                   |
| Streckenlänge: | 8 km                 |                                                   |                                                   |
| Spurweite: | 1435 mm (Normalspur) |                                                   |                                                   |
| Stromsystem: | ehemals: 400 V =     |                                                   |                                                   |
| |                      |                                                   |                                                   |
| \| \| 0,00 \| Entladebrücke \| Entladebrücke \| \| \| \| Kirkenes \| \| \| \| \| Portvinbekken \| \| \| \| \| E6 \| \| \| \| 5,01 \| Armeeverpflegungslager (nur im Zweiten Weltkrieg) \| Armeeverpflegungslager (nur im Zweiten Weltkrieg) \| \| \| \| Tunnel (etwa 80 m) \| \| \| \| \| Chr Ankers vei \| \| \| \| 7,50 \| Bjørnevatn \| Bjørnevatn \| \| \| \| Tappetunnelen \| \| \| \| \| Verladeanlage \| \| |                      |                                                   |                                                   |
| | 0,00                 | Entladebrücke                                     | Entladebrücke                                     |
| Dienststation / Betriebs- oder Güterbahnhof (Strecke außer Betrieb) |                      | Kirkenes                                          | Kirkenes                                          |
| Brücke über Wasserlauf (Strecke außer Betrieb) |                      | Portvinbekken                                     | Portvinbekken                                     |
| Strecke mit Straßenbrücke (Strecke außer Betrieb) |                      | E6                                                | E6                                                |
| Dienststation / Betriebs- oder Güterbahnhof (Strecke außer Betrieb) | 5,01                 | Armeeverpflegungslager (nur im Zweiten Weltkrieg) | Armeeverpflegungslager (nur im Zweiten Weltkrieg) |
| Tunnel (Strecke außer Betrieb) |                      | Tunnel (etwa 80 m)                                | Tunnel (etwa 80 m)                                |
| Strecke mit Straßenbrücke (Strecke außer Betrieb) |                      | Chr Ankers vei                                    | Chr Ankers vei                                    |
| Dienststation / Betriebs- oder Güterbahnhof (Strecke außer Betrieb) | 7,50                 | Bjørnevatn                                        | Bjørnevatn                                        |
| Tunnelanfang (Strecke außer Betrieb) |                      | Tappetunnelen                                     | Tappetunnelen                                     |
| |                      | Verladeanlage                                     |                                                   |

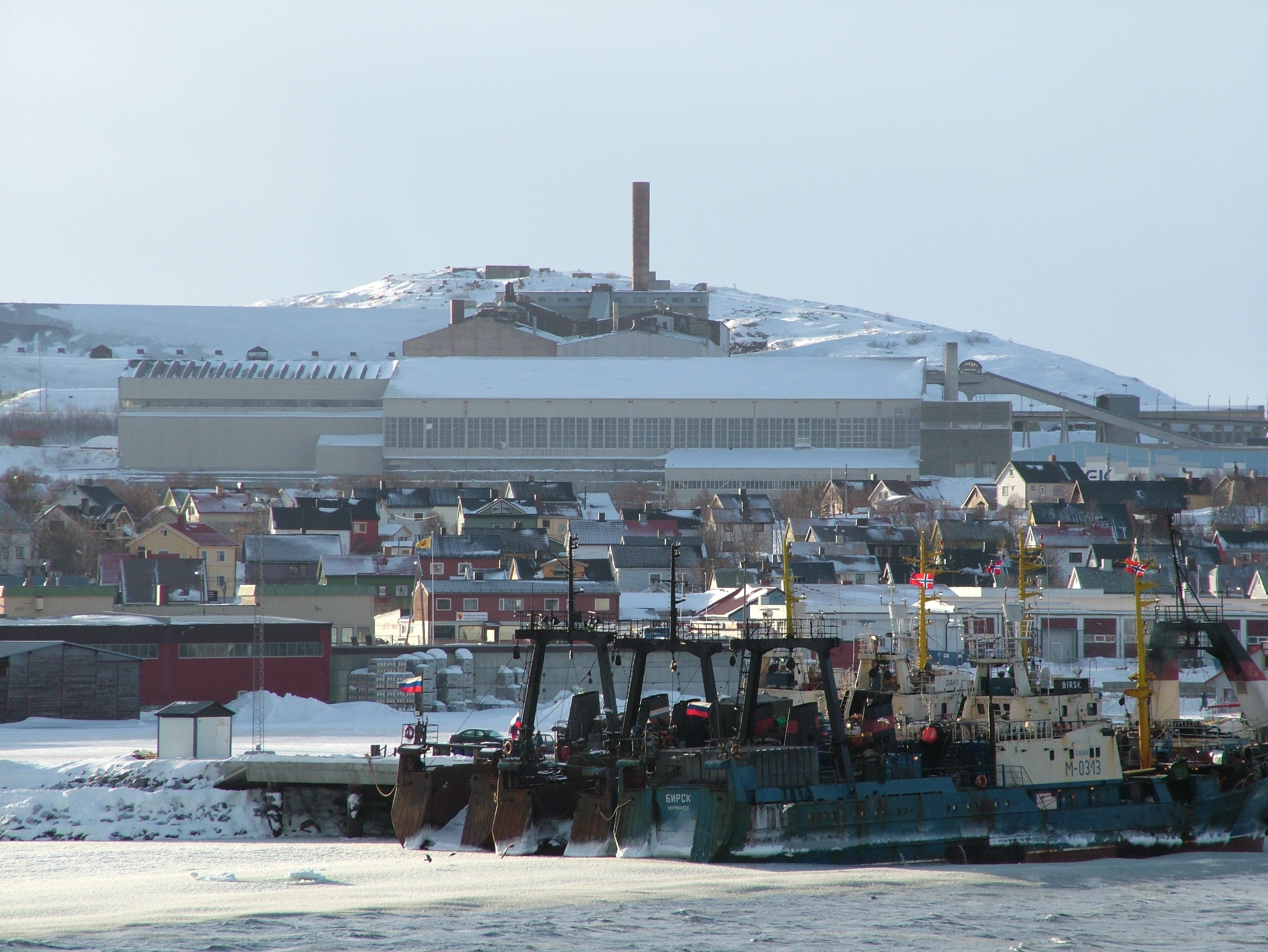
Hafen von Kirkenes, Endpunkt der Bahn

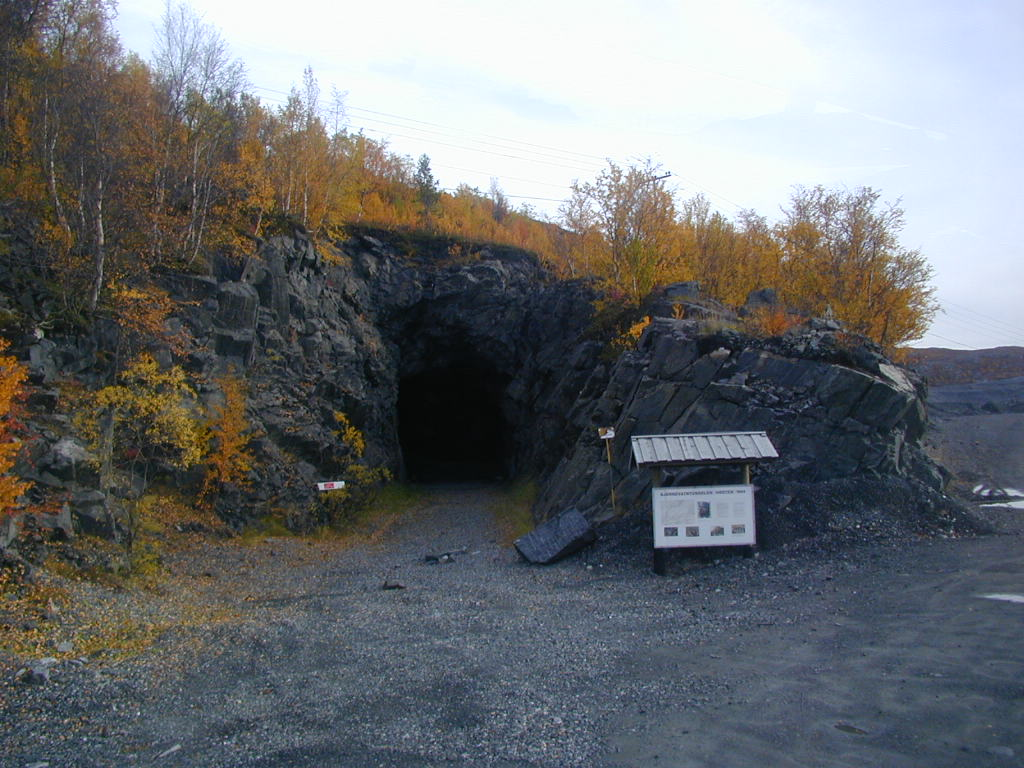
Bjoernevatntunnelen im Jahr 2000

Die Bahnstrecke Kirkenes–Bjørnevatn (norwegisch: Sydvarangerbanen) ist eine Montanbahn in Norwegen. Sie verbindet den Hafen von Kirkenes und das Eisenerzbergwerk von Bjørnevatn in Sør-Varanger. Es handelte sich um einen acht Kilometer langen, eingleisigen Inselbetrieb in Normalspur. Nach dem Konkurs der Sydvaranger Gruve sind Grubenbetrieb und Bahnstrecke eingestellt.

## Geschichte

### Erste Betriebsphase 1909–1997
Die Bergwerksgesellschaft AS Sydvaranger eröffnete die Strecke 1909. Von 1912 bis 1955 wurde sie in zwei unterschiedlichen technischen Systemen betrieben: Der Hafen- und der Zufuhrstrecke:
- Die Gleise im Hafen von Kirkenes wurden 1912 mit je zwei Stromschienen ausgestattet, mit denen die Lokomotiven unter einer Spannung von ±440 V fuhren. Dieses zweipolige System wurde gewählt, weil eine elektrische Oberleitung der Arbeit der Hafenkräne im Weg gewesen wäre. Die elektrische Ausstattung – einschließlich der Lokomotiven – wurde von den Siemens-Schuckert-Werken geliefert. Die beiden ersten Lokomotiven mit der Achsfolge Bo wurden 1910 und 1911 beschafft (mechanischer Teil von Hanomag) und erhielten die Nummern 1 und 2. 1918 lieferten SSW und Busch/Bautzen eine weitere Maschine, die unter der Nummer 3 betrieben wurde.[2] Die letzte Lok der Hafenbahn, die Nr. 4, wurde 1940 geliefert.[3]
- Im Ersten Weltkrieg wurde beschlossen, die Zufuhrstrecke zur Bergwerksanlage zu elektrifizieren, was bis 1920 geschah. Schon 1917 waren dafür zwei größere Bo'Bo'-Lokomotiven von SSW und Skabo jernbanevognfabrik geliefert worden, ebenfalls mit den Nummern 1 und 2 bezeichnet, jedoch ausschließlich auf der Zufuhrstrecke eingesetzt. Die Stromabnahme über eine Schiene erwies sich auf der Zufuhrstrecke als sehr problematisch, da bei dieser Technik unter starkem Schneefall der Kontakt zum Schleifschuh oft nicht sichergestellt war. Die Fahrdrahtspannung betrug hier 700 V.

In den 1930er Jahren wurde eine Reihe von Bo-Lokomotiven für die Zufuhrstrecke beschafft, die neben dem zentralen Pantographen beidseitig über je einen kleineren, um 1110 mm außermittig angeordneten Stromabnehmer verfügten. Damit konnte im Bereich von Verladeanlagen eine reduzierte Spannung von 350 V von der dort einseitig angeordneten Fahrleitung abgenommen werden. 1937 folgten nochmals zwei Bo'Bo'-Loks für die Zufuhrstrecke.
Im Zweiten Weltkrieg wurde der Hafen bombardiert und beim Rückzug der deutschen Wehrmacht aus Nord-Norwegen zerstört. Nach dem Zweiten Weltkrieg wurden Hafenanlagen und die Bahn wiederhergestellt. 1955 wurden alle elektrischen Lokomotiven durch zwei Diesellokomotiven der Gattung EMD G12 ersetzt, die elektrischen Anlagen 1963 abgerissen. Der Fuhrpark wurde später noch durch eine Diesellok des Typs MaK G 1203 BB ergänzt.
Bis in die 1960er Jahre wurden Fahrgäste befördert. Zwei Personenwagen aus der Anfangszeit der Bahn sind in Bjørnevatn abgestellt.
Die Eisenerzmine von Bjørnevatn wurde 1997 geschlossen und die Bahn stillgelegt.

### Zweite Betriebsphase 2009–2016
Mit steigendem Preis für Stahl wurden Bergwerksbetrieb und Bahnstrecke 2009 durch die neue Eigentümerin, die australische Northern Iron Limited, reaktiviert. Ab März 2009 war die Strecke betriebsfähig, am 2. September 2009 wurde der Betrieb aufgenommen. Zum Einsatz kam eine G 1000 BB von Vossloh. Sie pendelte auf der Strecke mit einem Zug aus Selbstentladewagen. Die Lokomotive befand sich immer am Nordende des Zuges. Der Wagen an der Südspitze des Zuges hatte eine Kabine für einen Streckenbeobachter.
Die Strecke war bis 2010 die nördlichste in Betrieb befindliche Eisenbahnstrecke der Welt und wurde diesbezüglich dann durch die Bahnstrecke Obskaja–Karskaja in Russland abgelöst.
Wegen fallender Rohstoffpreise wurden Bergwerk und Bahn 2015 erneut stillgelegt und eine der Lokomotiven, die MAK G 1000 BB, Vossloh Liefernummer 5001852, an das norwegische Bauunternehmen Taraldsvik AS verkauft, die sie nach Einbau der norwegischen Zugsicherung vor Bauzügen auf dem norwegischen Abschnitt der Bahnstrecke Luleå–Narvik (Ofotbanen) einsetzt. Im September 2016 wurde mit 50 bis 60 Mitarbeitern begonnen, im Hinblick auf eine mögliche Wiedereröffnung 2017 das vorhandene Resterz abzufahren. Ein Zusammenstoß der verbliebenen Lok mit einem betriebseigenen Bagger beendete am 25. November 2016 den Betrieb, da keine Reservelok verfügbar war.

### Dritte Betriebsphase?
Schon kurz nach der Stilllegung gab es Überlegungen, den Minienbetrieb wieder aufzunehmen. Es wurden Termine wie 2020 veröffentlicht. Passiert ist nicht viel. Im Jahr 2023 erhielt Orion Mine Finance die Bergbaulizenz. Im Mai 2024 wurde das schwedische Unternehmen Grangex neuer Eigentümer der Mine und plant eine Wiederinbetriebnahme bis 2027.

## Ausbaupläne

### Zweiter Weltkrieg
Während der deutschen Besetzung Norwegens bestanden aufgrund militärischen Erwägungen Pläne, die Bahnstrecke Kirkenes–Bjørnevatn mit dem Schienennetz Norwegens zu verbinden. So wurde begonnen, die bestehende Lücke von etwa 2000 km mit der Polarbahn zur Nordlandsbane zu schließen, indem der Streckenkopf der Nordlandsbane nach Norden vorangetrieben wurde. Die Arbeiten wurden mit dem Ende des Krieges eingestellt, ohne dass es je zu einer Verbindung der Systeme gekommen wäre.

### Verlängerung nach Russland
Nach 1992 wurde erwogen, die Strecke in das russische Nikel zu verlängern, das nur 40 km von Kirkenes und seinem eisfreien Hafen entfernt liegt, um das dort gewonnene Nickelerz zu exportieren, ohne die überlasteten Häfen von Murmansk (etwa 200 km) und Archangelsk nutzen zu müssen.

### Verbindung mit Finnland
2018 gab es Überlegungen, Kirkenes über Rovaniemi mit dem Eisenbahnnetz zu verbinden. Eine Realisierung wäre nach 2030 möglich.